# Tedania brondstedi
Tedania brondstedi är en svampdjursart som beskrevs av Burton 1936. Tedania brondstedi ingår i släktet Tedania och familjen Tedaniidae. Inga underarter finns listade i Catalogue of Life.